# Charis zama
Charis zama är en fjärilsart som beskrevs av Bates 1868. Charis zama ingår i släktet Charis och familjen Riodinidae. Inga underarter finns listade i Catalogue of Life.